# Fannydal

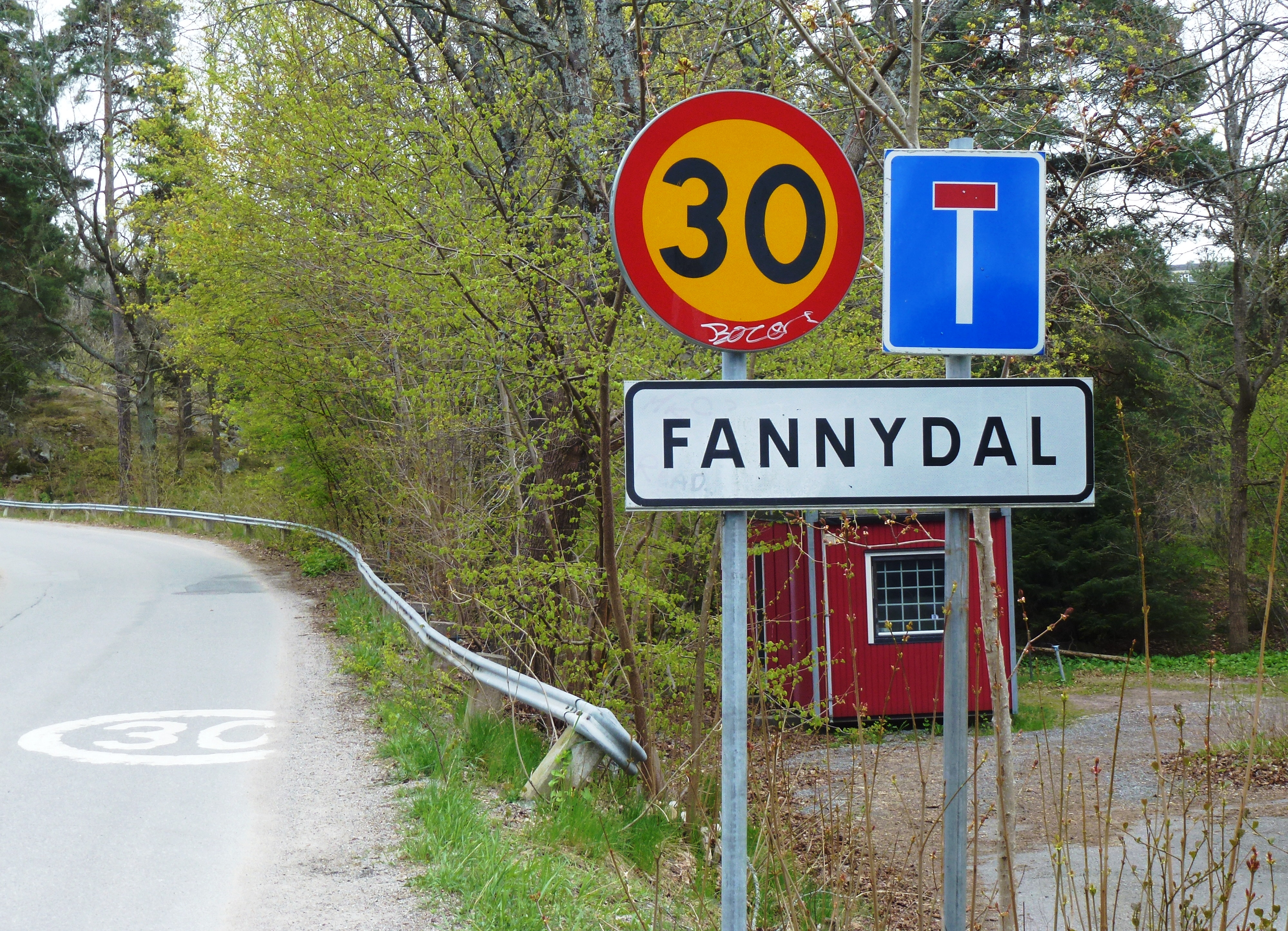
Fannydals strandväg, 2014.

Fannydal är ett villaområde i Nacka kommun, beläget mellan Storängen och Järlasjön. Längs Fannydals södra sida löper Fannydals strandväg och på bergryggen ovanför ligger Fannydalsplatån med radhus från slutet av 1950-talet. 

## Historik

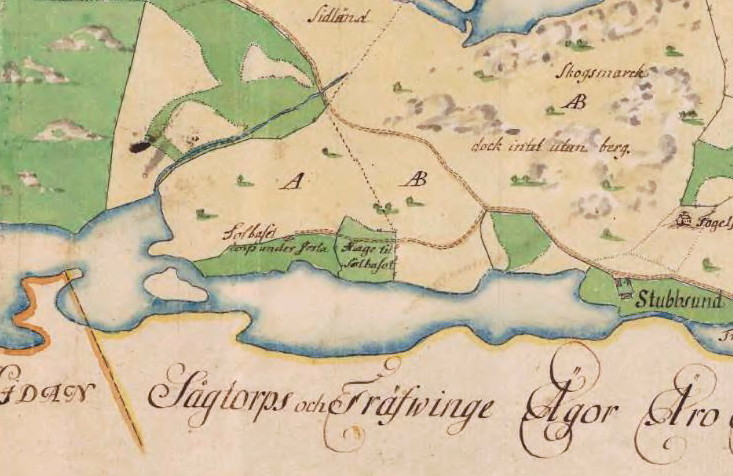
Solbaset (senara Fannydal), 1774.

Fannydal hette ursprungligen Solbasset (eller Solbaset) och var på 1770-talet ett torp under Järla gård. När AB de Lavals Ångturbin var ägare till Järla gårds egendom styckades flera tidigare underliggande enheter av, bland dem Gäddviken, Hästholmen, Stora Nyckelviken, Lilla Nyckelviken och Fannydal.
I slutet av 1800-talet drev familjen Mattsson ett tvätteri i Fannydal. Det gamla torpets inägor var fram till 1930-talet i stort sett obebyggda. Det fanns bara två bofastigheter i sluttningen ner mot Järlasjön. År 1956 revs torpstugan och ytterligare några äldre hus för att lämna plats åt villabebyggelse som växte upp huvudsakligen på 1950- och 1960-talen.

## Fannydalsplatån
Fannydalsplatån kallas bergryggen mellan Järlasjön och Storängen. På den obebyggda östra delen finns en osäker fornborg. Under andra världskriget anlades en luftvärnsställning här. Rester efter flera värn och en bunker finns kvar än idag.
Upp till platån leder Fannydalsbacken. På Fannydalsplatån (vilket även är gatunamnet) uppfördes i slutet av 1950-talet ett radhusområde bestående av ett 50-tal radhus i sex längor. Arkitekt var Ernst Grönwall.

## Historiska bilder

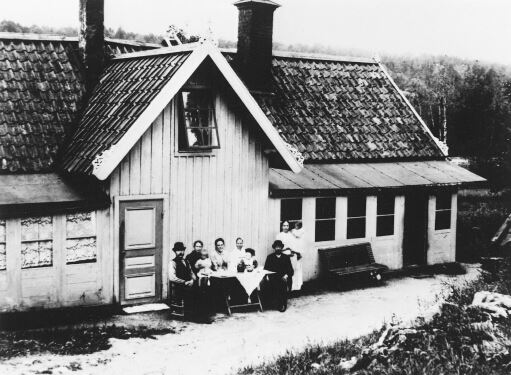
Mattssons tvätteri i Fannydal, 1898
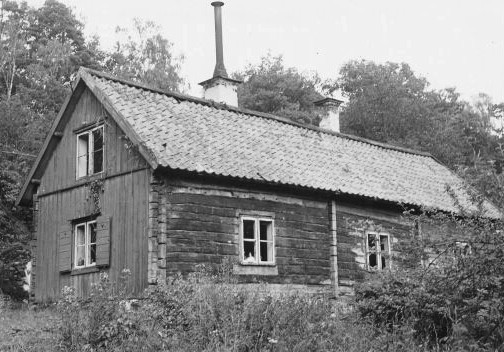
Fannydals torp, 1956
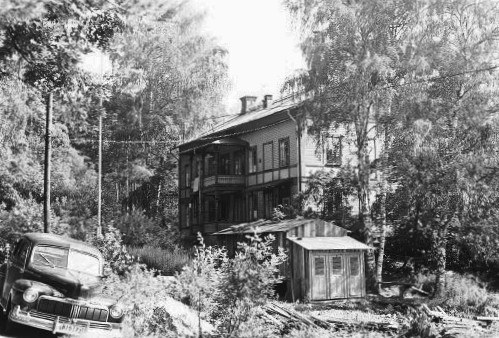
Solbasset Fannydal, 1956
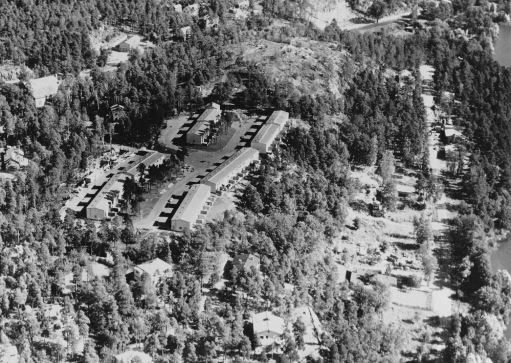
Fannydalsplatåns radhus, 1962

## Nutida bilder

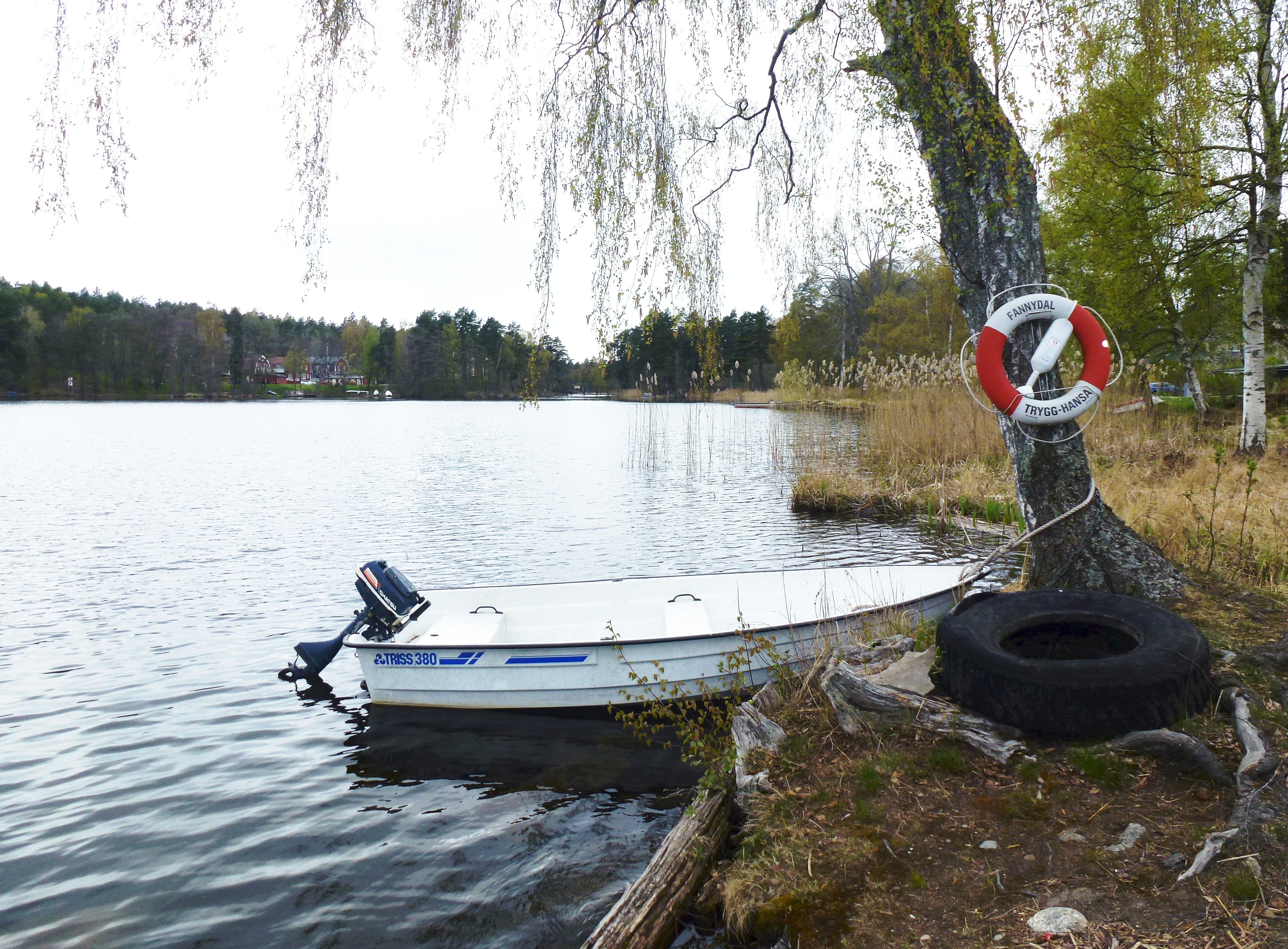
Fannydal vid Järlasjön, i bakgrunden syns Kranglan
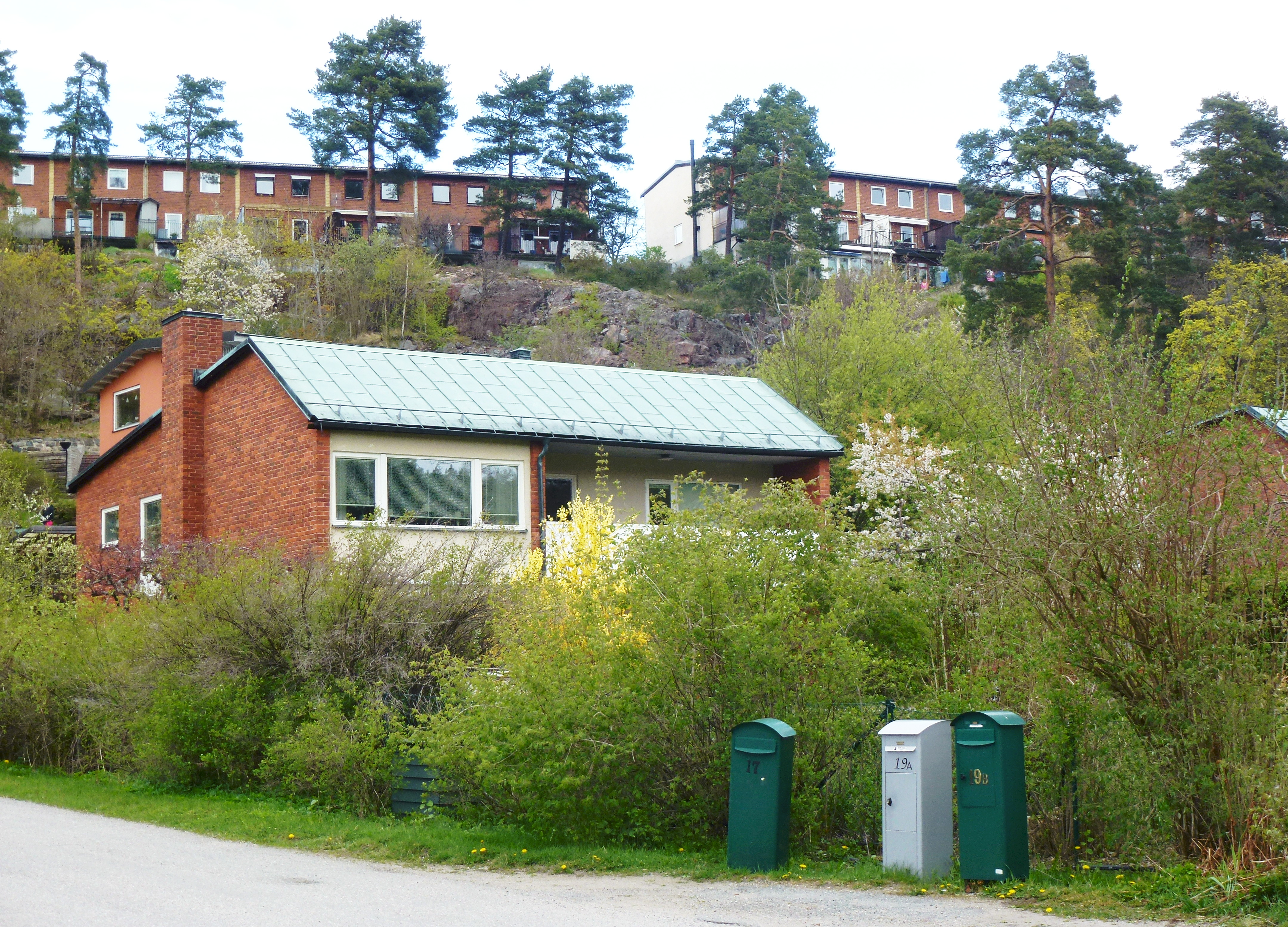
Fannydals villabebyggelse med radhusområdet på platån
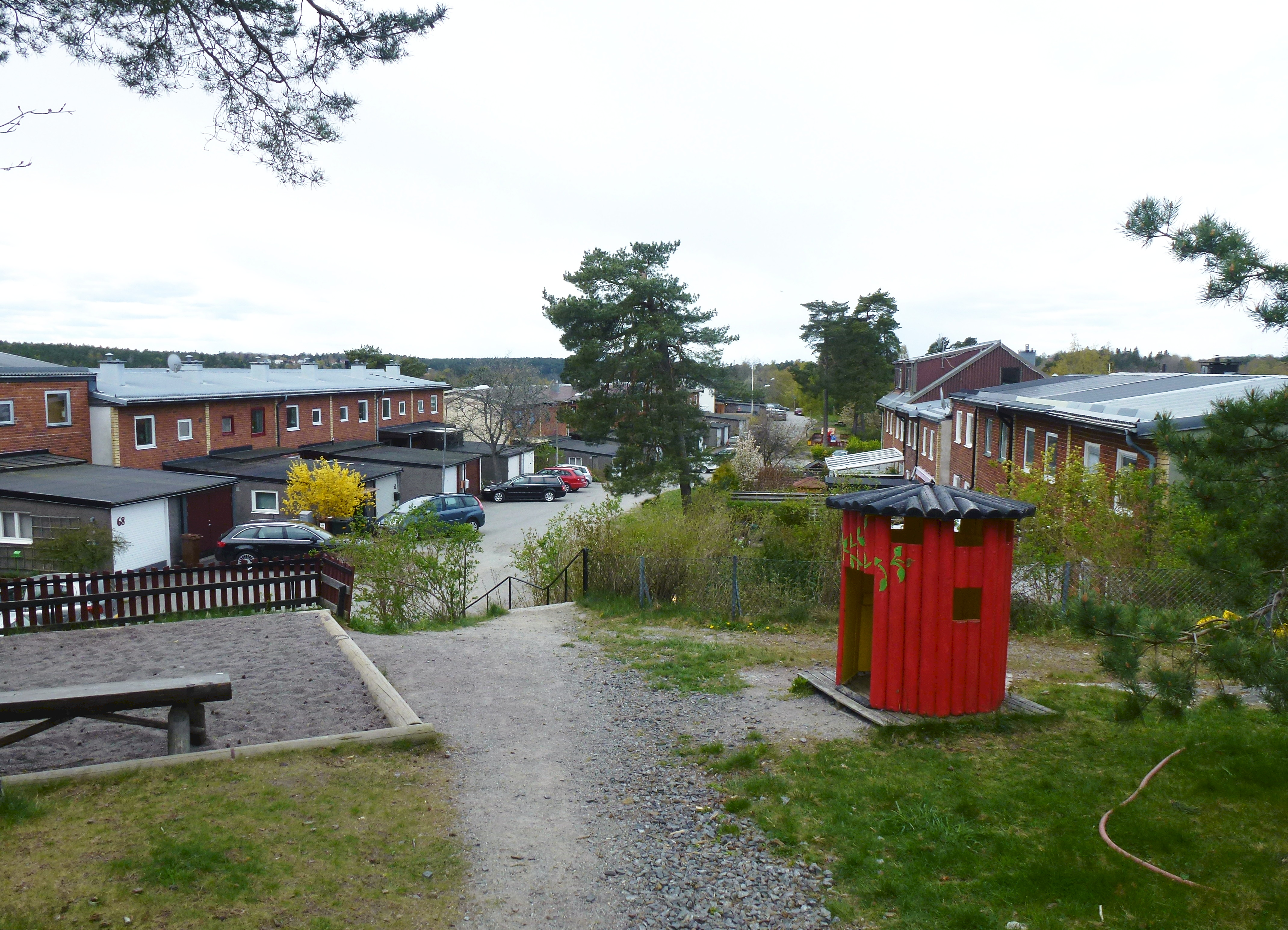
Fannydalsplatåns radhus, 2014
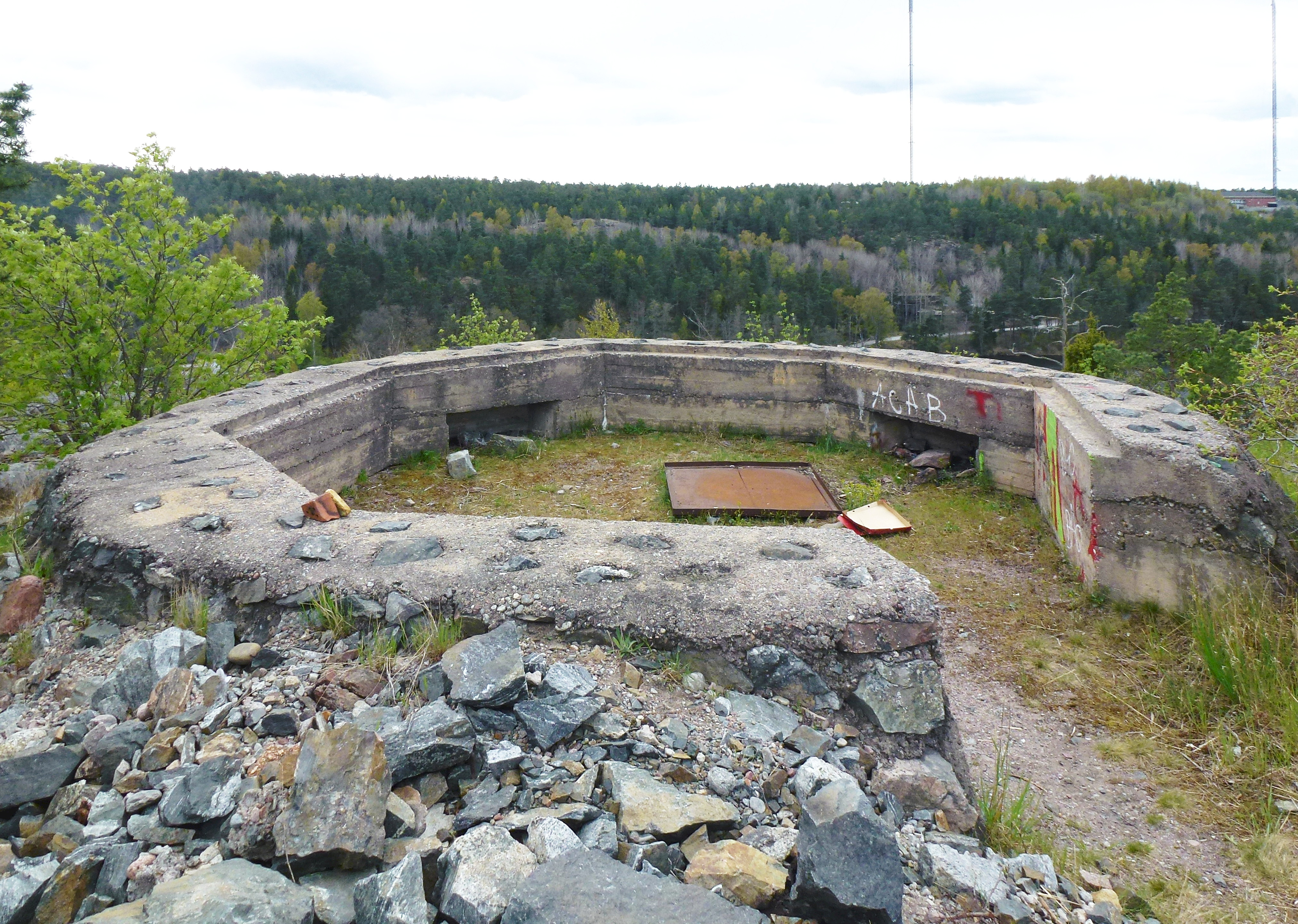
Luftvärnsställning med Nackamasterna i bakgrunden